# لو ماغريب (صحيفة)
لو ماغريب (بالفرنسية: Le Maghreb)‏ وتعني المغرب العربي هي يومية جزائرية تصدر باللغة الفرنسية.

## وصلات خارجية
- الموقع الرسمي لجريدة لو ماغريب